# Mahavamsa
Le Mahavamsa (sanskrit IAST : Mahāvaṃśa ; pāli : Mahāvaṃsa ; litt. Grande chronique) est un texte en langue pāli relatant l'histoire des rois singhalais et tamouls de Ceylan (aujourd'hui Sri Lanka). Il couvre une période qui s'étend de l'avènement du Prince Vijaya en 543 av. J.-C. au règne du roi Mahasena (277—304 apr. J.-C.). Il relate aussi l'histoire du bouddhisme. Le Mahāvamsa a été compilé au Ve siècle apr. J.-C. par le moine bouddhiste Mahānāma, oncle du roi Dhatusena d'Anurâdhapura (r. 455—473). Cependant l'ouvrage est précédé dans le temps, puis suivi par d'autres Chroniques : le Dîpavamsa et le Cûlavamsa.
Il a été imprimé pour la première fois en 1837, accompagné d'une traduction partielle en anglais par George Turnour. Il a ensuite été traduit en allemand par Wilhelm Geiger en 1901, et de l'allemand en anglais en 1912 par Mabel Haynes Bode de la Pali Text Society (traduction revue par Geiger).

## La chronique / Les chroniques
Le Mahâvamsa a sans doute été rédigé vers 510, en pâli, comme toute la production littéraire de l'île jusqu'au XIIe siècle. Son auteur serait le moine bouddhiste Mahānāma. Mais l'ouvrage a été précédé par une autre chronique, le Dîpavamsa (Chronique de l'île), composé, lui, au IVe siècle ou durant la première moitié du Ve siècle. L'un et l'autre textes se fondent sur des documents en singhalais et en pâli, qui ne sont pas arrivés jusqu'à nous, mais qui fournissaient des listes dynastiques ainsi que des commentaires sur le canon bouddhique. Les auteurs de ces deux chroniques se servent de ces documents pour, d'une part, construire des récits historiques qui fassent sens, et d'autre part, rendre des épisodes qui appuient l'établissement du bouddhisme dans l'île. Oskar Von Hinüber (en) note que ces deux textes sont largement identiques, le Mahâvamsa étant une version plus longue du Dîpavamsa. Selon lui, « ils relatent tous deux l'histoire de Ceylan d'un point de vue bouddhiste et contiennent des informations précieuses sur l'histoire de la littérature pali, par exemple sur le deuxième concile, sur la rédaction du canon theravada au cours du Ier siècle av. J.-C. ou sur la récitation de textes pali à certaines occasions ».
Plus tard, le Mahâvamsa est complété, aux XIIe, XIVe et XVIIIe siècles, par d'autres chroniques. Ces trois textes ont reçu de leur éditeur, Wilhelm Geiger, le nom de Cûlavamsa, « Petite Chronique », dont le contenu s'étend en fait jusqu'en 1815, au début de l'occupation britannique,. 

## La chronique et son utilisation

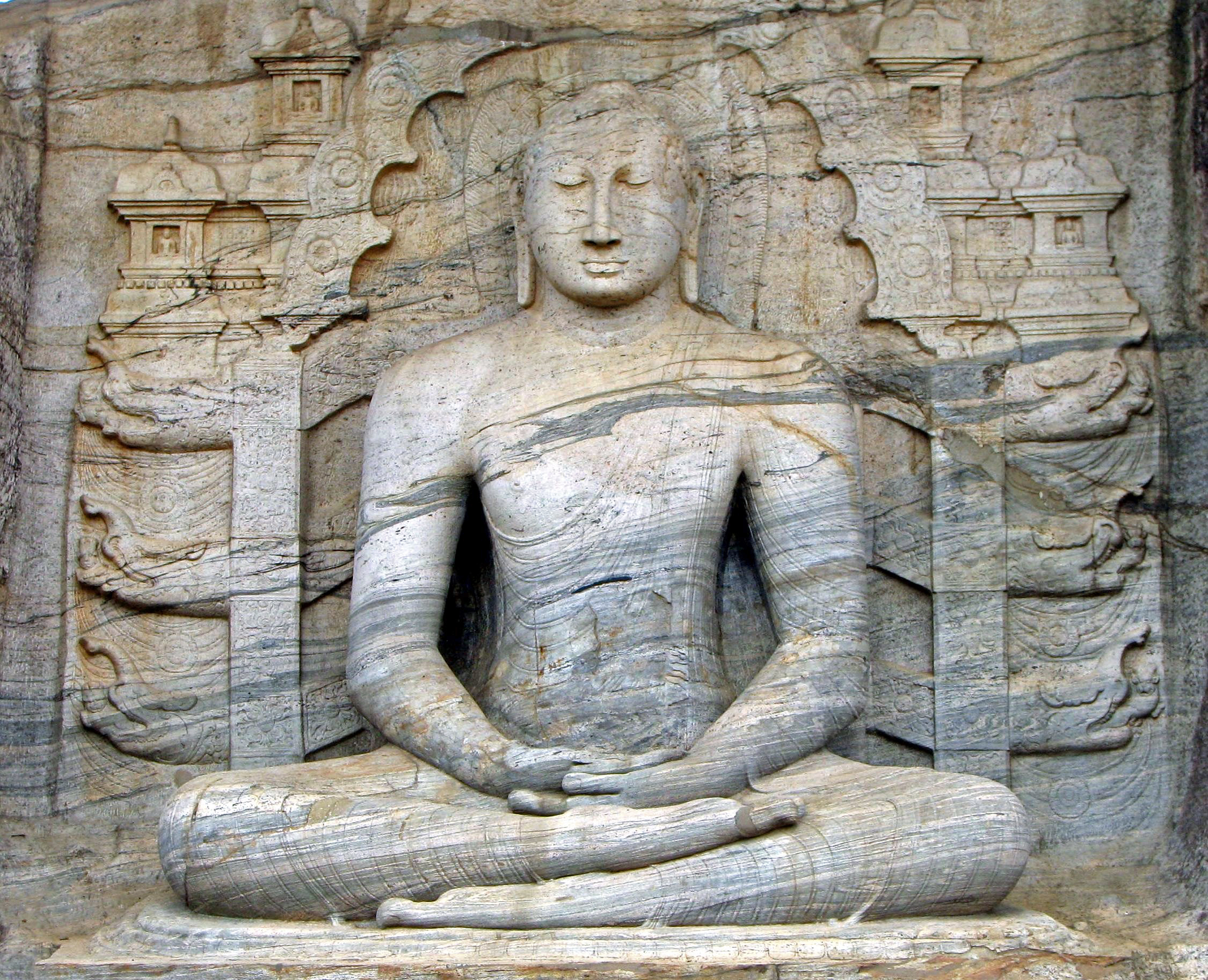
Bouddha assis du Gal Vihara, XIIe siècle. Polonnaruwa, Sri Lanka.

Le Mahâvamsa s'inscrit dans un genre historiographique qui apparaît chez les moines bouddhistes du Theravada au IVe siècle de notre ère, et qui s'étend jusqu'au XVIIIe siècle. Ceux-ci privilégie ce genre qu'ils utilisent à des fins d'édification. Il s'agit de renforcer l'alliance entre le pouvoir monarchique et le Sangha bouddhique grâce à une histoire mythique dans laquelle l'île de Sri Lanka est la terre que le Bouddha a choisie pour garder son enseignement. Dans la première moitié du XIXe siècle, les historiens ont en général vu le texte comme un document fiable, une fois les éléments clairement mythiques laissés de côté, et l'ouvrage a servi à l'orientalisme de ce siècle d'une part aux recherches sur le bouddhisme ancien, d'autre part à l'établissement de la chronologie de l'île.  Elle a aussi permis aux nationalistes, au premier rang desquels on trouve Anagarika Dharmapala (1864-1933) à faire revivre le mythe de Ceylan « île de la Doctrine » (Dhammadîpa) et affirmer que les Singhalais sont le peuple que le Bouddha a choisi pour répandre sa Doctrine, et que l'île est le lieu choisi pour la conserver.
Par la suite, une approche fondée sur une analyse plus rigoureuse du texte et de sa composition a conduit à la critique de l'utilisation de ces chroniques dans les débats à des fins politiques. Et dans un troisième temps, on en est même venu à mettre radicalement en cause ce texte.

## Le mythe de la fondation du bouddhisme
Le Mahāvamsa n'est pas considéré comme un texte canonique du bouddhisme. En revanche, c'est un document important pour connaître l'histoire de la religion de Sri Lanka, car il couvre une période qui commence pratiquement à l'époque du fondateur du bouddhisme, le bouddha Siddhartha Gautama. Dans la mesure où il fait souvent référence à des dynasties royales en Inde, le Mahāvamsa permet aussi aux historiens de faire des recoupements avec le sous-continent. Il permet ainsi de dater la consécration de l'empereur Maurya Ashoka (règne 273-232 av. J.-C.).

## Les 37 chapitres du Mahāvaṃsa
La liste qui suit reproduit celles (identiques) des traductions de George Turnour et de Wilhelm Geiger. Pour chaque titre, autant qu’il a été possible, les liens internes ont été insérés; à défaut, des notes explicatives ont été ajoutées. 
1. Visite du Tathāgata.
2. Descendance de Mahasammata[Note 1].
3. Premier concile.
4. Deuxième concile.
5. Troisième concile.
6. Arrivée de Vijaya.
7. Consécration de Vijaya.
8. Le roi Panduvasudeva.
9. Consécration d'Abhaya.
10. Consécration de Pandukabhaya.
11. Le roi Devanampiya Tissa.
12. Conversion des pays.
13. Arrivée de Mahinda.
14. Entrée dans la capitale[Note 2].
15. Acceptation du Mahavihara.
16. Cetiyapabbata Vihara [Note 3] .
17. Arrivée des Reliques.
18. Réception de l'arbre de la Bodhi.
19. Avènement de l'arbre de la Bodhi.
20. Le Nibbāna des Thera[Note 4].
21. Les cinq rois.
22. Naissance du prince Gamani[Note 5].
23. Levée des guerriers.
24. Guerre des deux frères.
25. Victoire de Duttha Gamani.
26. Maricavatti-vihara.
27. Lohapasada.
28. Rassembler les moyens pour ériger un Grand Stupa[Note 6].
29. Construction du Grand Stupa.
30. Chambre des Reliques.
31. Enchâssement des Reliques.
32. Le Paradis Tusita.
33. Les dix rois.
34. Les onze rois.
35. Les douze rois.
36. Les treize rois.
37. Le roi Mahasena.

## Galerie

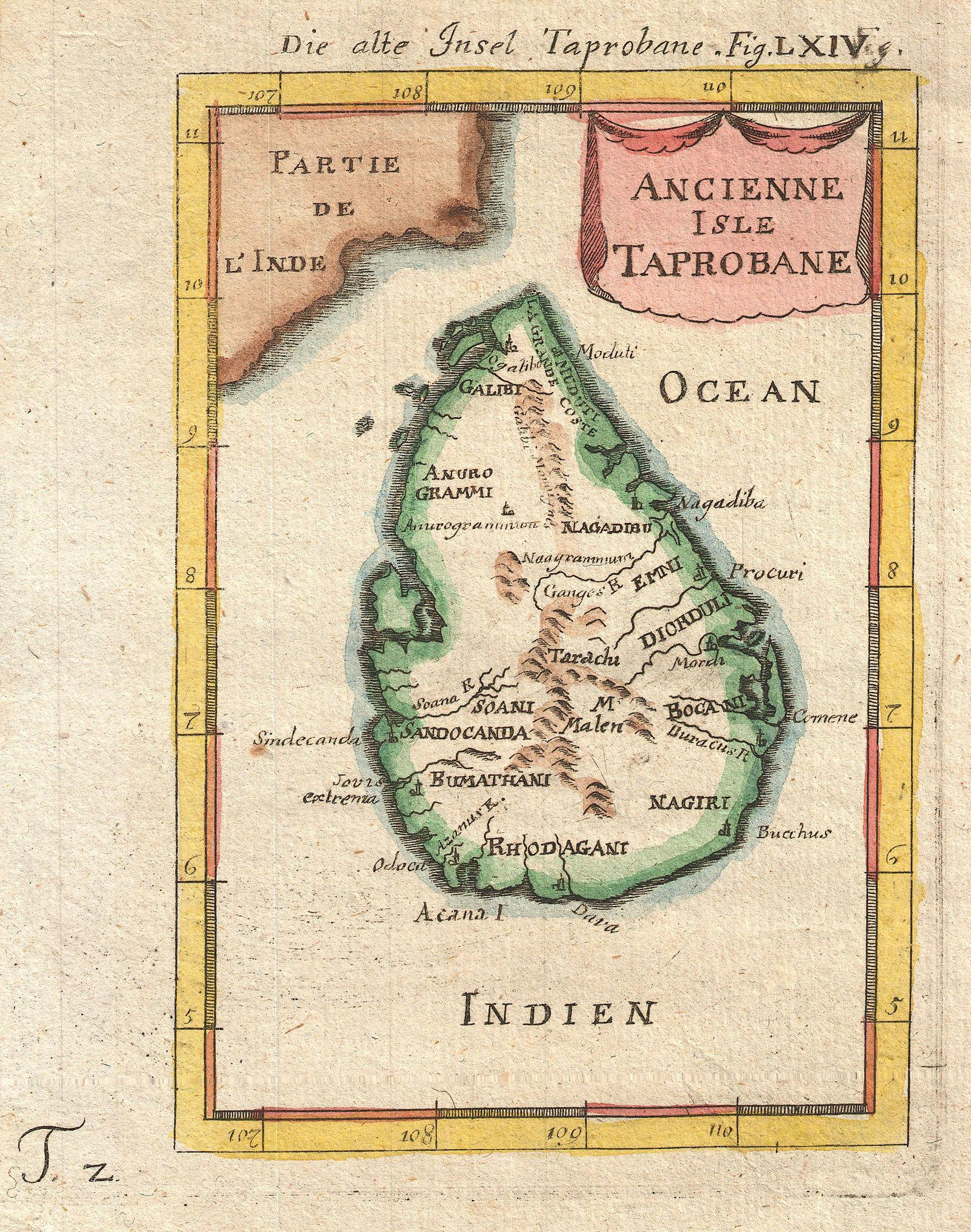
Carte de Taprobane (Ceylan ou Sri Lanka) par le cartographe Alain Manesson Mallet, dans Description de l'Univers (1683-1686).
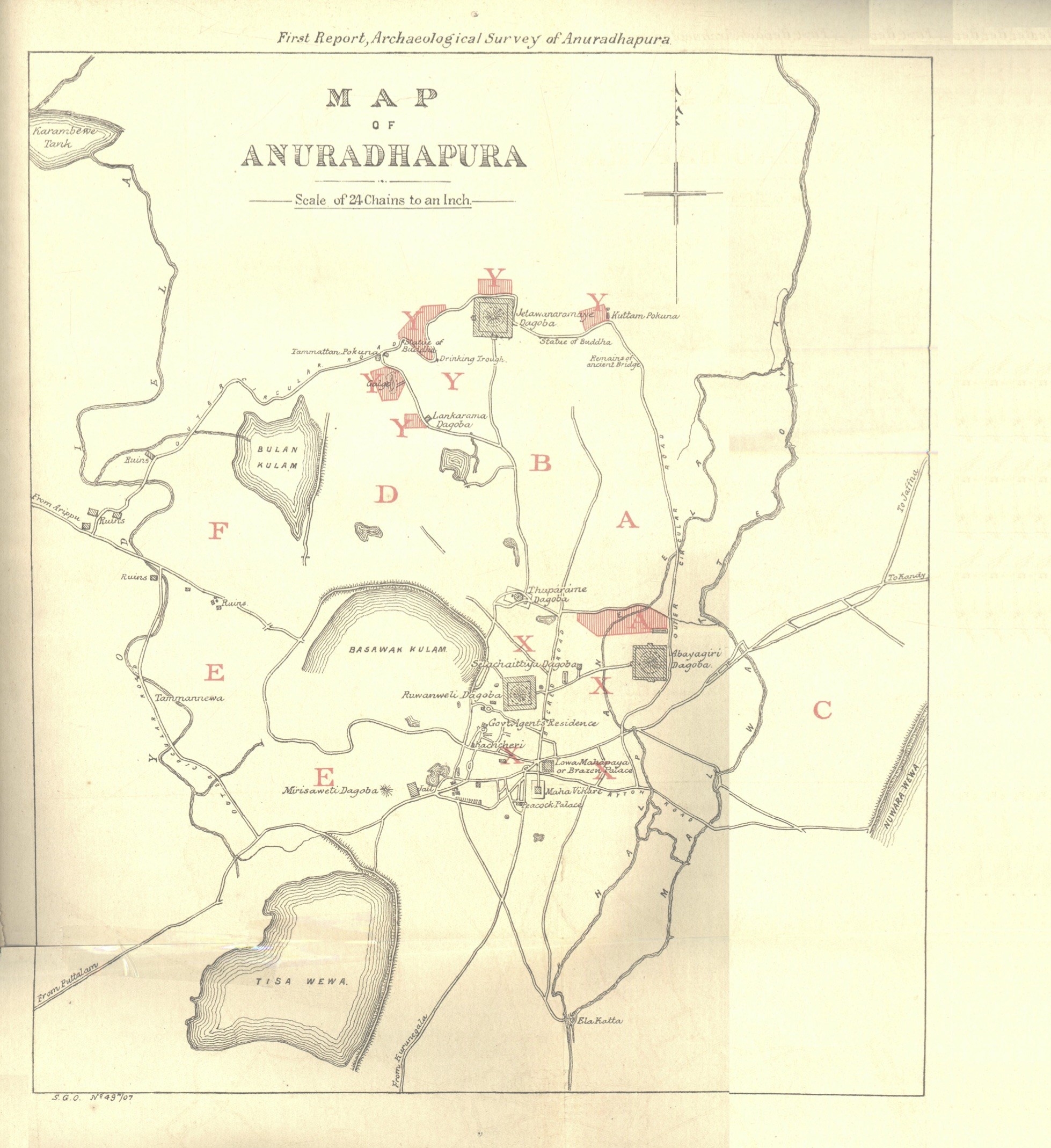
Carte de 1890, représentant l’ancienne capitale du Royaume d'Anurâdhapura entre les IVe et Xe siècles (Illustration. du chap. 14)
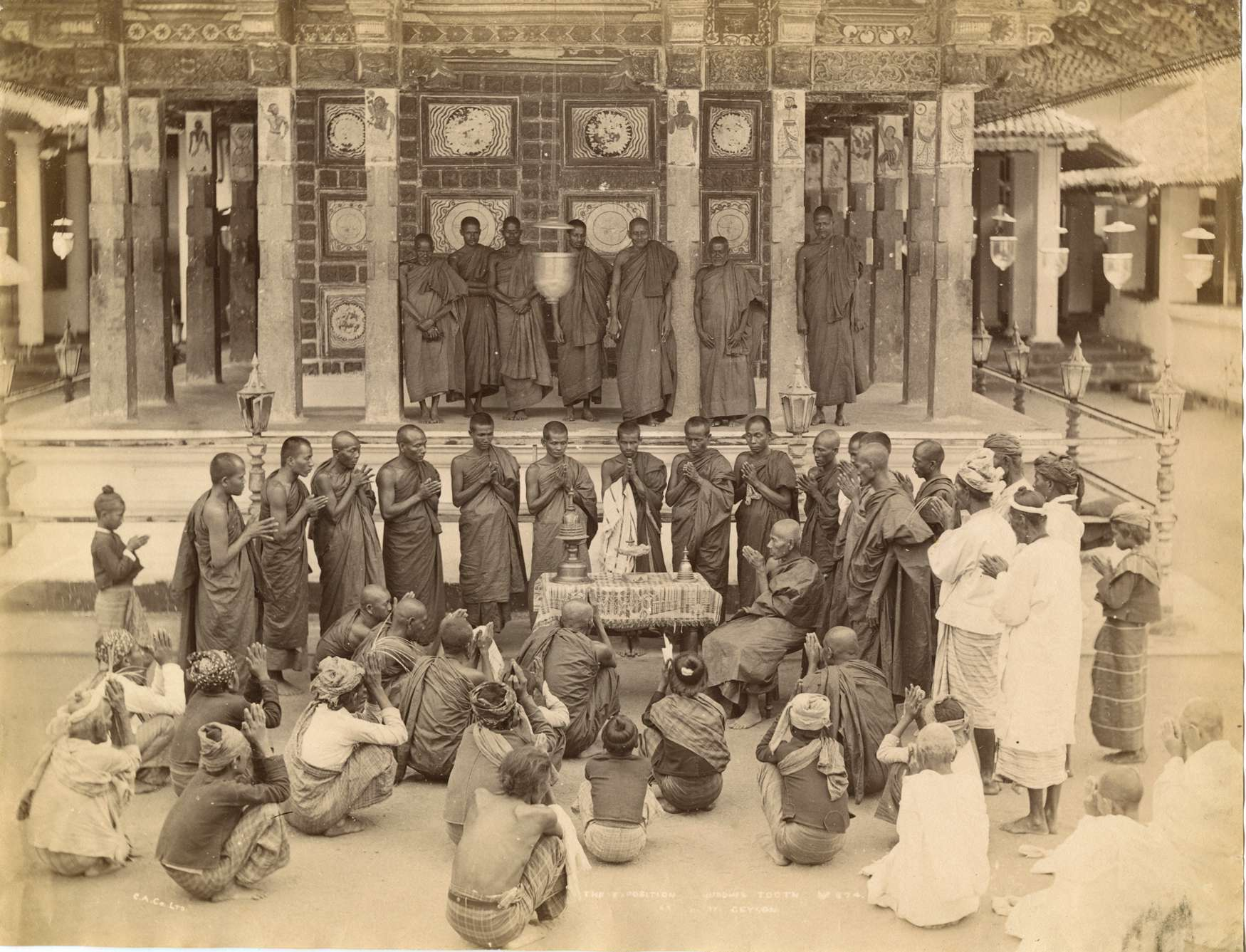
Des moines et des laïcs vénérant la dent de Bouddha, relique du Temple de la Dent de Kandy. Vers 1880. (Ill. du chap. 17)
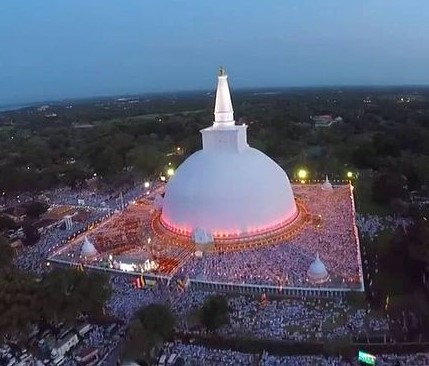
Le Grand Stupa Ruwanwelisaya, construit par le roi Dutugemunu (terminé en 140 av. J.C). Vue lors d’une cérémonie en  2016. (Ill. se rapportant aux chap. 28 et 29)